# Хром(III)-хидроксид
Хром(III)-хидроксид је хидроксид хрома хемијске формуле Cr(OH)3, где је оксидациони број хрома +3. Назива се још и хроми-хидроксид.

## Добијање
Добија се дејством алкалних хидроксида или амонијака на зелене соли тровалентног хрома. Уколико се делује на љубичасте соли добија се хидратизовани облик ове супстанце (Cr(OH)3 • ), са три молекула воде.

## Својства
Хромо-хидроксид је плавозелена чврста, пихтијаста супстанца. Свеже исталожен, лако реагује са киселинама, али уколико дуже остане у алкалном раствору, реагује теже јер се мења. Свеже исталожен се такође лако раствара у алкалном хидроксиду, при чему се стварају или хромити или колоидни хроми-хидроксид. У алкалном раствору реагује са хлором или бромом дајући хромате. При загревању, на око 50 °C, губи воду и настаје хроми-оксид или се трансформише у комплексно једињење, што зависи од тога како је добијен.
| Особина                  | Вредност |
| ------------------------ | -------- |
| Број акцептора водоника  | 3        |
| Број донора водоника     | 3        |
| Број ротационих веза     | 0        |
| Партициони коефицијент ( | -0,6     |
| Растворљивост (logS, log(mol/L))        | 2,3      |
| Поларна површина (PSA, Å2)  | 94,5     |

## Примена
Осим што се користи за добијање других једињења хрома, користи се и у текстилној индустрији, али и за добијање зелене боје за сликање, јер је резистентан на воду, базе, светлост и временске прилике.